# Таллыкулево
Таллыкулево (баш. Таллыҡул) — деревня в Буздякском районе Башкортостана, относится к Канлы-Туркеевскому сельсовету.

## Население
| 2002 | 2009 | 2010 |
| ---- | ---- | ---- |
| 275  | ↗370 | ↘354 |

Согласно переписи 2002 года, преобладающая национальность — башкиры (100 %).

## История деревни
Основана в 1884 году на территории Белебеевского уезда жителями д. Тлекей-Кубово того же уезда (ныне Телякей-Кубово) под названием Тлекей-Кубово 2-е (Таллыкуль). В 1896 в 55 дворах проживало 285 человек. Занимались скотоводством, земледелием. Были школа, хлебозапасный магазин. В 1906 (совр. назв.) зафиксированы бакалейная лавка, хлебозапасный магазин. В 1920 учтена как Ташлыкулево.
Население относится к башкирскому роду Кубоу племени Мин.

## Географическое положение
Расстояние до:
- районного центра (Буздяк): 33 км,
- центра сельсовета (Канлы-Туркеево): 7 км,
- ближайшей ж/д станции (Буздяк): 33 км.